# Wiehe
Wiehe – dzielnica miasta Roßleben-Wiehe w Niemczech, w kraju związkowym Turyngia, w powiecie Kyffhäuser. Do 31 grudnia 2018 miasto pełniące jednocześnie funkcję "gminy realizującej" (niem. erfüllende Gemeinde) dla gminy wiejskiej Donndorf.. Leży ok. 24 km na południe od Sangerhausen i ok. 32 km na północ od Weimaru.

## Współpraca
Miejscowość partnerska:
- Altrip, Nadrenia-Palatynat